# Pseuduvaria froggattii
Pseuduvaria froggattii är en kirimojaväxtart som först beskrevs av Ferdinand von Mueller, och fick sitt nu gällande namn av L.W. Jessup. Pseuduvaria froggattii ingår i släktet Pseuduvaria och familjen kirimojaväxter. Inga underarter finns listade i Catalogue of Life.